# Chuzhaya zhena i muzh pod krovatyu
Chuzhaya zhena i muzh pod krovatyu é uma novela de Fiódor Dostoiévski proveniente da fusão das novelas "O homem ciumento" e "A mulher alheia".